# Байо, Зебедайо
Амнай Зебедайо Байо (суахили Amnaay Zebedayo Bayo; род. 20 мая 1976, Аруша) — танзанийский легкоатлет, специалист по бегу на длинные дистанции и марафону. Выступал за сборную Танзании по лёгкой атлетике в конце 1990-х — середине 2000-х годов, победитель ряда крупных международных соревнований, в том числе Лос-Анджелесского марафона, Парижского полумарафона, CPC Loop Den Haag, Токийского международного марафона, Афинского классического марафона. Участник двух летних Олимпийских игр.

## Биография
Зебедайо Байо родился 20 мая 1976 года в городе Аруша, Танзания.
Первого серьёзного успеха на взрослом международном уровне добился в сезоне 1997 года, когда одержал победу на Феррарском марафоне в Италии и стал серебряным призёром Венецианского марафона. Попав в основной состав танзанийской национальной сборной, побывал на чемпионате мира в Афинах, где занял в марафоне 68 место.
В 1998 году финишировал первым на Лос-Анджелесском марафоне и вторым на Нью-Йоркском марафоне — установил здесь личный рекорд, показав время 2:08:51.
Закрыл десятку сильнейших на Парижском марафоне 1999 года, тогда как на мировом первенстве в Севилье не финишировал.
В 2000 году выиграл Парижский полумарафон и полумарафон CPC Loop Den Haag в Нидерландах, стал четвёртым на Парижском марафоне и седьмым на чемпионате мира по полумарафону в Веракрусе, занял 14 место на чемпионате мира по легкоатлетическому кроссу в Виламуре. Благодаря череде удачных выступлений удостоился права защищать честь страны на летних Олимпийских играх в Сиднее — в программе мужского марафона показал время 2:26:24, разместившись в итоговом протоколе соревнований на 61 строке.
Завоевал серебряную медаль на Хоккайдском марафоне в 2001 году, тогда как на Токийском международном марафоне финишировал четвёртым.
В 2002 году занял 17 место на Марафоне озера Бива.
В 2003 году одержал победу на Токийском международном марафоне и Афинском классическом марафоне, стал восьмым на Парижском марафоне, стартовал в марафоне на чемпионате мира в Париже.
Находясь в числе лидеров легкоатлетической команды Танзании, Байо благополучно прошёл отбор на Олимпийские игры 2004 года в Афинах — вышел на старт марафона, но во время забега сошёл с дистанции. Также в этом сезоне отметился выступлением на Роттердамском марафоне, разместившись в итоге на восьмой позиции.
После афинской Олимпиады Зебедайо Байо ещё в течение некоторого времени оставался в основном составе танзанийской национальной сборной и продолжал принимать участие в крупнейших международных соревнованиях. Так, в 2005 году он стал серебряным призёром Токийского международного марафона, уступив на финише только японцу Тосинари Такаоке, в то время как на Сеульском международном марафоне показал седьмой результат.
Его младший брат Гетули Байо тоже стал достаточно известным марафонцем, участвовал в Олимпийских играх в Пекине.